# Крупников, Константин Константинович
Константин Константинович Кру́пников (21 января 1922, Воронеж — 28 января 2006, Снежинск) — инженер-механик, участник разработки первой советской атомной бомбы.

## Биография
Выпускник Воронежской средней школы № 59.
В июле 1945 года  окончил МВТУ (во время войны одновременно с учёбой работал на оборонном заводе в Ижевске, преддипломную практику проходил на Челябинском танковом заводе). В 1945—1947 годах — младший научный сотрудник Института машиноведения АН СССР (лаборатория трения).
С июля 1947 года работал в лаборатории КБ-11 (Саров). Участвовал в разработке электроконтактной методики исследования плотностей и максимальных давлений в центральной части атомной бомбы.
С апреля 1955 года (с момента создания нового ядерного центра) и до конца своих дней работал в НИИ-1011 (ныне РФЯЦ — ВНИИТФ имени академика Е. И. Забабахина, Снежинск): заместитель начальника газодинамического сектора, с 1960 года — начальник отдела, с 1990 года — ведущий научный сотрудник.
Кандидат физико-математических наук (1961). Старший научный сотрудник (1962). Специалист в области физики трения, газодинамики, физики горения и взрыва, физики ударных волн.
Член ВКП(б) с мая 1945 года по 1991 год.
Жена — Валентина Петровна.

## Награды и премии
- Сталинская премия второй степени (1949) — за разработку методики исследования плотности и максимальных давлений в центральной части атомной бомбы
- Сталинская премия второй степени (1953) — а разработку кинематики и динамики обжатия взрывом применительно к изделиям РДС-6с и РДС-5
- Ленинская премия (1964)
- Орден Ленина (1949)
- Орден Почёта (1999)
- знак «Ветеран атомной энергетики и промышленности» (1998)
- Изобретатель СССР.
- Почётный гражданин города Снежинска (14.12.1999).

## Из библиографии
- Экстремальные состояния вещества / К. К. Крупников. — Снежинск : Изд-во РФЯЦ-ВНИИТФ, 2022. — 214 с. : ил., портр., табл.; 25 см; ISBN 978-5-6047962-0-7 : 100 экз.